# グランドスラム男子ダブルス優勝者一覧
グランドスラム男子ダブルス優勝者一覧（グランドスラムだんしダブルスゆうしょうしゃいちらん、List of Grand Slam men's doubles champions）は、テニスのグランドスラム大会（全豪オープン・全仏オープン・ウィンブルドン選手権・全米オープン）の男子ダブルスにおける優勝者の一覧である。
全仏オープンの国際大会化前（1924年以前）の優勝者は記載はされているが、グランドスラムとしての優勝記録などには含まれない。

## 19世紀
| 年     | 全豪オープン | 全仏オープン                       | ウィンブルドン                                            | 全米オープン                                  |
| ------ | ------------ | ---------------------------------- | --------------------------------------------------------- | --------------------------------------------- |
| 1879年 |              |                                    | ハーバート・ローフォード ロバート・アースキン             |                                               |
| 1880年 |              |                                    | ウィリアム・レンショー アーネスト・レンショー             |                                               |
| 1881年 |              |                                    | ウィリアム・レンショー アーネスト・レンショー             | クラレンス・クラーク フレッド・テーラー       |
| 1882年 |              |                                    | ジョン・ハートリー リチャード・リチャードソン             | リチャード・シアーズ ジェームズ・ドワイト     |
| 1883年 |              |                                    | チャールズ・グリンステッド C・ウェルドン                  | リチャード・シアーズ ジェームズ・ドワイト     |
| 1884年 |              |                                    | ウィリアム・レンショー アーネスト・レンショー             | リチャード・シアーズ ジェームズ・ドワイト     |
| 1885年 |              |                                    | ウィリアム・レンショー アーネスト・レンショー             | リチャード・シアーズ ジョセフ・クラーク       |
| 1886年 |              |                                    | ウィリアム・レンショー アーネスト・レンショー             | リチャード・シアーズ ジェームズ・ドワイト     |
| 1887年 |              |                                    | ハーバート・ウィルバーフォース パトリック・バウズ＝リオン | リチャード・シアーズ ジェームズ・ドワイト     |
| 1888年 |              |                                    | ウィリアム・レンショー アーネスト・レンショー             | オリバー・キャンベル バレンティン・ホール     |
| 1889年 |              |                                    | ウィリアム・レンショー アーネスト・レンショー             | ヘンリー・スローカム ハワード・テーラー       |
| 1890年 |              |                                    | ジョシュア・ピム フランク・ストーカー                     | クラレンス・ホバート バレンティン・ホール     |
| 1891年 |              | B・デショー T・ルグラン            | ウィルフレッド・バデリー ハーバート・バデリー             | オリバー・キャンベル ロバート・ハンティントン |
| 1892年 |              | J・ハベー D・アルベルティーニ      | アーネスト・ルイス ハロルド・バーロウ                     | オリバー・キャンベル ロバート・ハンティントン |
| 1893年 |              | J・シェーファー ゴールドスミス     | ジョシュア・ピム フランク・ストーカー                     | クラレンス・ホバート フレッド・ホビー         |
| 1894年 |              | G・ブロッセリン レサージュ         | ウィルフレッド・バデリー ハーバート・バデリー             | クラレンス・ホバート フレッド・ホビー         |
| 1895年 |              | アンドレ・バシェロー G・ウィンザー | ウィルフレッド・バデリー ハーバート・バデリー             | マルコム・チェイス ロバート・レン             |
| 1896年 |              | F・ワーデン ウィンズ               | ウィルフレッド・バデリー ハーバート・バデリー             | カー・ニール サム・ニール                     |
| 1897年 |              | パウル・アイメ パウル・ルブルトン  | レジナルド・ドハティー ローレンス・ドハティー             | レオ・ウェア ジョージ・シェルドン             |
| 1898年 |              | X・カスダグリ マルセル・バシェロー | レジナルド・ドハティー ローレンス・ドハティー             | レオ・ウェア ジョージ・シェルドン             |
| 1899年 |              | パウル・アイメ パウル・ルブルトン  | レジナルド・ドハティー ローレンス・ドハティー             | ホルコム・ウォード ドワイト・デービス         |
| 1900年 |              | パウル・アイメ パウル・ルブルトン  | レジナルド・ドハティー ローレンス・ドハティー             | ホルコム・ウォード ドワイト・デービス         |

## 20世紀
| 年     | 全豪オープン                                      | 全仏オープン                              | ウィンブルドン                                        | 全米オープン                                        |
| ------ | ------------------------------------------------- | ----------------------------------------- | ----------------------------------------------------- | --------------------------------------------------- |
| 1901年 |                                                   | アンドレ・バシェロー マルセル・バシェロー | レジナルド・ドハティー ローレンス・ドハティー         | ホルコム・ウォード ドワイト・デービス               |
| 1902年 |                                                   | マックス・デキュジス J・ワース            | シドニー・スミス フランク・ライスリー                 | レジナルド・ドハティー ローレンス・ドハティー       |
| 1903年 |                                                   | マックス・デキュジス J・ワース            | レジナルド・ドハティー ローレンス・ドハティー         | レジナルド・ドハティー ローレンス・ドハティー       |
| 1904年 |                                                   | マックス・デキュジス モーリス・ジェルモー | レジナルド・ドハティー ローレンス・ドハティー         | ホルコム・ウォード ビールズ・ライト                 |
| 1905年 | ランドルフ・ライセット トム・タッチェル           | マックス・デキュジス J・ワース            | レジナルド・ドハティー ローレンス・ドハティー         | ホルコム・ウォード ビールズ・ライト                 |
| 1906年 | アンソニー・ワイルディング ロドニー・ヒース       | マックス・デキュジス モーリス・ジェルモー | シドニー・スミス フランク・ライスリー                 | ホルコム・ウォード ビールズ・ライト                 |
| 1907年 | ハリー・パーカー ビル・グレッグ                   | マックス・デキュジス モーリス・ジェルモー | アンソニー・ワイルディング ノーマン・ブルックス       | フレッド・アレクサンダー ハロルド・ハケット         |
| 1908年 | フレッド・アレクサンダー アルフレッド・ダンロップ | マックス・デキュジス モーリス・ジェルモー | アンソニー・ワイルディング ジョシア・リッチー         | フレッド・アレクサンダー ハロルド・ハケット         |
| 1909年 | アーニー・パーカー J・V・キーン                   | マックス・デキュジス モーリス・ジェルモー | ハーバート・ローパー・バレット アーサー・ゴア         | フレッド・アレクサンダー ハロルド・ハケット         |
| 1910年 | ホーレス・ライス アシュレー・キャンベル           | マルセル・デュポン モーリス・ジェルモー   | アンソニー・ワイルディング ジョシア・リッチー         | フレッド・アレクサンダー ハロルド・ハケット         |
| 1911年 | ロドニー・ヒース ランドルフ・ライセット           | マックス・デキュジス モーリス・ジェルモー | マックス・デキュジス アンドレ・ゴベール               | レイモンド・リトル グスタブ・タッチャード           |
| 1912年 | ジェームズ・パーク チャールズ・ディクソン         | マックス・デキュジス モーリス・ジェルモー | ハーバート・ローパー・バレット チャールズ・ディクソン | モーリス・マクローリン トーマス・バンディ           |
| 1913年 | アーニー・パーカー アルフ・ヘデマン               | マックス・デキュジス モーリス・ジェルモー | ハーバート・ローパー・バレット チャールズ・ディクソン | モーリス・マクローリン トーマス・バンディ           |
| 1914年 | ジェラルド・パターソン アシュレー・キャンベル     | マックス・デキュジス モーリス・ジェルモー | アンソニー・ワイルディング ノーマン・ブルックス       | モーリス・マクローリン トーマス・バンディ           |
| 1915年 | ホーレス・ライス クラレンス・トッド               |                                           |                                                       | クラレンス・グリフィン ビル・ジョンストン           |
| 1916年 |                                                   |                                           |                                                       | クラレンス・グリフィン ビル・ジョンストン           |
| 1917年 |                                                   |                                           |                                                       | フレッド・アレクサンダー ハロルド・スロックモートン |
| 1918年 |                                                   |                                           |                                                       | ビル・チルデン ビンセント・リチャーズ               |

- 第1次世界大戦のため開催中止

## 第1次世界大戦後
| 年     | 全豪オープン                                  | 全仏オープン                                      | ウィンブルドン                                  | 全米オープン                                      |
| ------ | --------------------------------------------- | ------------------------------------------------- | ----------------------------------------------- | ------------------------------------------------- |
| 1919年 | パット・オハラウッド ロナルド・トーマス       |                                                   | パット・オハラウッド ロナルド・トーマス         | ジェラルド・パターソン ノーマン・ブルックス       |
| 1920年 | パット・オハラウッド ロナルド・トーマス       | マックス・デキュジス モーリス・ジェルモー         | リチャード・ウィリアムズ チャールズ・ガーランド | クラレンス・グリフィン ビル・ジョンストン         |
| 1921年 | リス・ゲメル スタンレー・イートン             | アンドレ・ゴベール ウィリアム・ローレンツ         | ランドルフ・ライセット マックス・ウーズナム     | ビル・チルデン ビンセント・リチャーズ             |
| 1922年 | ジェラルド・パターソン ジョン・ホークス       | マルセル・デュポン ジャック・ブルニョン           | ランドルフ・ライセット ジェームズ・アンダーソン | ビル・チルデン ビンセント・リチャーズ             |
| 1923年 | パット・オハラウッド バート・セント・ジョン   | フランソワ・ブランシー ジャン・サマズイユ         | ランドルフ・ライセット レスリー・ゴッドフリー   | ビル・チルデン ブライアン・ノートン               |
| 1924年 | ノーマン・ブルックス ジェームズ・アンダーソン | ジャン・ボロトラ ルネ・ラコステ                   | ビンセント・リチャーズ フランシス・ハンター     | ハワード・キンゼイ ロバート・キンゼイ             |
| 1925年 | ジェラルド・パターソン パット・オハラウッド   | ジャン・ボロトラ ルネ・ラコステ                   | ジャン・ボロトラ ルネ・ラコステ                 | リチャード・ウィリアムズ ビンセント・リチャーズ   |
| 1926年 | ジェラルド・パターソン ジョン・ホークス       | ビンセント・リチャーズ ハワード・キンゼイ         | アンリ・コシェ ジャック・ブルニョン             | リチャード・ウィリアムズ ビンセント・リチャーズ   |
| 1927年 | ジェラルド・パターソン ジョン・ホークス       | アンリ・コシェ ジャック・ブルニョン               | ビル・チルデン フランシス・ハンター             | ビル・チルデン フランシス・ハンター               |
| 1928年 | ジャン・ボロトラ ジャック・ブルニョン         | ジャン・ボロトラ ジャック・ブルニョン             | アンリ・コシェ ジャック・ブルニョン             | ジョージ・ロット ジョン・ヘネシー                 |
| 1929年 | ジャック・クロフォード ハリー・ホップマン     | ジャン・ボロトラ ルネ・ラコステ                   | ウィルマー・アリソン ジョン・バン・リン         | ジョージ・ロット ジョン・ドエグ                   |
| 1930年 | ジャック・クロフォード ハリー・ホップマン     | アンリ・コシェ ジャック・ブルニョン               | ウィルマー・アリソン ジョン・バン・リン         | ジョージ・ロット ジョン・ドエグ                   |
| 1931年 | チャールズ・ドノホー レイ・ダンロップ         | ジョージ・ロット ジョン・バン・リン               | ジョージ・ロット ジョン・バン・リン             | ウィルマー・アリソン ジョン・バン・リン           |
| 1932年 | ジャック・クロフォード エドガー・ムーン       | アンリ・コシェ ジャック・ブルニョン               | ジャン・ボロトラ ジャック・ブルニョン           | エルスワース・バインズ キース・グレッドヒル       |
| 1933年 | エルスワース・バインズ キース・グレッドヒル   | フレッド・ペリー ジョージ・ヒューズ               | ジャン・ボロトラ ジャック・ブルニョン           | ジョージ・ロット レスター・ストーフェン           |
| 1934年 | フレッド・ペリー ジョージ・ヒューズ           | ジャン・ボロトラ ジャック・ブルニョン             | ジョージ・ロット レスター・ストーフェン         | ジョージ・ロット レスター・ストーフェン           |
| 1935年 | ジャック・クロフォード ビビアン・マグラス     | ジャック・クロフォード エイドリアン・クイスト     | ジャック・クロフォード エイドリアン・クイスト   | ウィルマー・アリソン ジョン・バン・リン           |
| 1936年 | エイドリアン・クイスト ドン・ターンブル       | ジャン・ボロトラ マルセル・ベルナール             | レイモンド・タッキー ジョージ・ヒューズ         | ドン・バッジ ジーン・マコ                         |
| 1937年 | エイドリアン・クイスト ドン・ターンブル       | ゴットフリート・フォン・クラム ヘンナー・ヘンケル | ドン・バッジ ジーン・マコ                       | ゴットフリート・フォン・クラム ヘンナー・ヘンケル |
| 1938年 | エイドリアン・クイスト ジョン・ブロムウィッチ | イボン・ペトラ ベルナール・デストレモー           | ドン・バッジ ジーン・マコ                       | ドン・バッジ ジーン・マコ                         |
| 1939年 | エイドリアン・クイスト ジョン・ブロムウィッチ | チャールズ・ハリス ドン・マクニール               | ボビー・リッグス エルウッド・クック             | エイドリアン・クイスト ジョン・ブロムウィッチ     |
| 1940年 | エイドリアン・クイスト ジョン・ブロムウィッチ |                                                   |                                                 | テッド・シュローダー ジャック・クレーマー         |
| 1941年 |                                               |                                                   |                                                 | テッド・シュローダー ジャック・クレーマー         |
| 1942年 |                                               |                                                   |                                                 | ビル・タルバート ガードナー・ムロイ               |
| 1943年 |                                               |                                                   |                                                 | テッド・シュローダー フランク・パーカー           |
| 1944年 |                                               |                                                   |                                                 | ボブ・ファルケンバーグ ドン・マクニール           |
| 1945年 |                                               |                                                   |                                                 | ビル・タルバート ガードナー・ムロイ               |

- 第二次世界大戦のため開催中止
- 1925年全仏オープン国際化

## 第2次世界大戦後
| 年     | 全豪オープン                                  | 全仏オープン                                | ウィンブルドン                                | 全米オープン                                    |
| ------ | --------------------------------------------- | ------------------------------------------- | --------------------------------------------- | ----------------------------------------------- |
| 1946年 | エイドリアン・クイスト ジョン・ブロムウィッチ | イボン・ペトラ マルセル・ベルナール         | ジャック・クレーマー トム・ブラウン           | ビル・タルバート ガードナー・ムロイ             |
| 1947年 | エイドリアン・クイスト ジョン・ブロムウィッチ | エリック・スタージェス ユースタス・ファニン | ジャック・クレーマー ボブ・ファルケンバーグ   | ジャック・クレーマー テッド・シュローダー       |
| 1948年 | エイドリアン・クイスト ジョン・ブロムウィッチ | ヤロスラフ・ドロブニー レナート・ベルゲリン | フランク・セッジマン ジョン・ブロムウィッチ   | ビル・タルバート ガードナー・ムロイ             |
| 1949年 | エイドリアン・クイスト ジョン・ブロムウィッチ | パンチョ・ゴンザレス フランク・パーカー     | パンチョ・ゴンザレス フランク・パーカー       | ウィリアム・シッドウェル ジョン・ブロムウィッチ |
| 1950年 | エイドリアン・クイスト ジョン・ブロムウィッチ | ビル・タルバート トニー・トラバート         | エイドリアン・クイスト ジョン・ブロムウィッチ | フランク・セッジマン ジョン・ブロムウィッチ     |
| 1951年 | フランク・セッジマン ケン・マグレガー         | フランク・セッジマン ケン・マグレガー       | フランク・セッジマン ケン・マグレガー         | フランク・セッジマン ケン・マグレガー           |
| 1952年 | フランク・セッジマン ケン・マグレガー         | フランク・セッジマン ケン・マグレガー       | フランク・セッジマン ケン・マグレガー         | ビック・セイシャス メルビン・ローズ             |
| 1953年 | ケン・ローズウォール ルー・ホード             | ケン・ローズウォール ルー・ホード           | ケン・ローズウォール ルー・ホード             | レックス・ハートウィグ メルビン・ローズ         |
| 1954年 | レックス・ハートウィグ メルビン・ローズ       | トニー・トラバート ビック・セイシャス       | レックス・ハートウィグ メルビン・ローズ       | トニー・トラバート ビック・セイシャス           |
| 1955年 | トニー・トラバート ビック・セイシャス         | トニー・トラバート ビック・セイシャス       | レックス・ハートウィグ ルー・ホード           | 宮城淳 加茂公成                                 |
| 1956年 | ケン・ローズウォール ルー・ホード             | ロバート・ペリー ドン・キャンディ           | ケン・ローズウォール ルー・ホード             | ケン・ローズウォール ルー・ホード               |
| 1957年 | ルー・ホード ニール・フレーザー               | アシュレー・クーパー マルコム・アンダーソン | ガードナー・ムロイ バッジ・パティー           | アシュレー・クーパー ニール・フレーザー         |
| 1958年 | アシュレー・クーパー ニール・フレーザー       | アシュレー・クーパー ニール・フレーザー     | スベン・デビッドソン ウルフ・シュミット       | アレックス・オルメド ハミルトン・リチャードソン |
| 1959年 | ロッド・レーバー ボブ・マーク                 | ニコラ・ピエトランジェリ オーランド・シロラ | ロイ・エマーソン ニール・フレーザー           | ロイ・エマーソン ニール・フレーザー             |
| 1960年 | ロッド・レーバー ボブ・マーク                 | ロイ・エマーソン ニール・フレーザー         | ラファエル・オスナ デニス・ラルストン         | ロイ・エマーソン ニール・フレーザー             |
| 1961年 | ロッド・レーバー ボブ・マーク                 | ロッド・レーバー ロイ・エマーソン           | ロイ・エマーソン ニール・フレーザー           | デニス・ラルストン チャック・マッキンリー       |
| 1962年 | ロイ・エマーソン ニール・フレーザー           | ロイ・エマーソン ニール・フレーザー         | ボブ・ヒューイット フレッド・ストール         | ラファエル・オスナ アントニオ・パラフォックス   |
| 1963年 | ボブ・ヒューイット フレッド・ストール         | ロイ・エマーソン マニュエル・サンタナ       | ラファエル・オスナ アントニオ・パラフォックス | デニス・ラルストン チャック・マッキンリー       |
| 1964年 | ボブ・ヒューイット フレッド・ストール         | ロイ・エマーソン ケン・フレッチャー         | ボブ・ヒューイット フレッド・ストール         | デニス・ラルストン チャック・マッキンリー       |
| 1965年 | ジョン・ニューカム トニー・ローチ             | ロイ・エマーソン フレッド・ストール         | ジョン・ニューカム トニー・ローチ             | ロイ・エマーソン フレッド・ストール             |
| 1966年 | ロイ・エマーソン フレッド・ストール           | デニス・ラルストン クラーク・グレーブナー   | ジョン・ニューカム ケン・フレッチャー         | ロイ・エマーソン フレッド・ストール             |
| 1967年 | ジョン・ニューカム トニー・ローチ             | ジョン・ニューカム トニー・ローチ           | ボブ・ヒューイット フルー・マクミラン         | ジョン・ニューカム トニー・ローチ               |

## オープン化後
| 年     | 全豪オープン                                      | 全仏オープン                                    | ウィンブルドン                                  | 全米オープン                                    |
| ------ | ------------------------------------------------- | ----------------------------------------------- | ----------------------------------------------- | ----------------------------------------------- |
| 1968年 | ディック・クリーリー アラン・ストーン             | ケン・ローズウォール フレッド・ストール         | ジョン・ニューカム トニー・ローチ               | スタン・スミス ボブ・ルッツ                     |
| 1969年 | ロッド・レーバー ロイ・エマーソン                 | ジョン・ニューカム トニー・ローチ               | ジョン・ニューカム トニー・ローチ               | ケン・ローズウォール フレッド・ストール         |
| 1970年 | スタン・スミス ボブ・ルッツ                       | イリ・ナスターゼ イオン・ティリアック           | ジョン・ニューカム トニー・ローチ               | ピエール・バルト ニコラ・ピリッチ               |
| 1971年 | ジョン・ニューカム トニー・ローチ                 | アーサー・アッシュ マーティー・リーセン         | ロッド・レーバー ロイ・エマーソン               | ジョン・ニューカム ロジャー・テーラー           |
| 1972年 | ケン・ローズウォール オーウェン・デビッドソン     | ボブ・ヒューイット フルー・マクミラン           | ボブ・ヒューイット フルー・マクミラン           | クリフ・ドリスデール ロジャー・テーラー         |
| 1973年 | ジョン・ニューカム マルコム・アンダーソン         | ジョン・ニューカム トム・オッカー               | イリ・ナスターゼ ジミー・コナーズ               | ジョン・ニューカム オーウェン・デビッドソン     |
| 1974年 | ロス・ケース ジェフ・マスターズ                   | ディック・クリーリー オニー・パルン             | ジョン・ニューカム トニー・ローチ               | スタン・スミス ボブ・ルッツ                     |
| 1975年 | ジョン・アレクサンダー フィル・デント             | ブライアン・ゴットフリート ラウル・ラミレス     | ビタス・ゲルレイティス サンディ・マイヤー       | イリ・ナスターゼ ジミー・コナーズ               |
| 1976年 | ジョン・ニューカム トニー・ローチ                 | シャーウッド・スチュワート フレディ・マクネアー | ブライアン・ゴットフリート ラウル・ラミレス     | トム・オッカー マーティー・リーセン             |
| 1977年 | アーサー・アッシュ トニー・ローチ(1月)            | ブライアン・ゴットフリート ラウル・ラミレス     | ロス・ケース ジェフ・マスターズ                 | ボブ・ヒューイット フルー・マクミラン           |
| 1977年 | レイ・ラッフェルズ アラン・ストーン(12月)         | ブライアン・ゴットフリート ラウル・ラミレス     | ロス・ケース ジェフ・マスターズ                 | ボブ・ヒューイット フルー・マクミラン           |
| 1978年 | ヴォイチェフ・フィバク キム・ウォーウィック       | ジーン・マイヤー ハンク・プフィスター           | ボブ・ヒューイット フルー・マクミラン           | スタン・スミス ボブ・ルッツ                     |
| 1979年 | ピーター・マクナマラ ポール・マクナミー           | ジーン・マイヤー サンディ・マイヤー             | ジョン・マッケンロー ピーター・フレミング       | ジョン・マッケンロー ピーター・フレミング       |
| 1980年 | マーク・エドモンドソン キム・ウォーウィック       | ビクトル・アマヤ ハンク・プフィスター           | ピーター・マクナマラ ポール・マクナミー         | スタン・スミス ボブ・ルッツ                     |
| 1981年 | マーク・エドモンドソン キム・ウォーウィック       | ハインツ・ギュンタード バラージュ・タロツィ     | ジョン・マッケンロー ピーター・フレミング       | ジョン・マッケンロー ピーター・フレミング       |
| 1982年 | ジョン・アレクサンダー ジョン・フィッツジェラルド | シャーウッド・スチュワート ファーディ・テイガン | ピーター・マクナマラ ポール・マクナミー         | ケビン・カレン スティーブ・デントン             |
| 1983年 | マーク・エドモンドソン ポール・マクナミー         | アンダース・ヤリード ハンス・シモンソン         | ジョン・マッケンロー ピーター・フレミング       | ジョン・マッケンロー ピーター・フレミング       |
| 1984年 | マーク・エドモンドソン シャーウッド・スチュワート | ヤニック・ノア アンリ・ルコント                 | ジョン・マッケンロー ピーター・フレミング       | ジョン・フィッツジェラルド トマシュ・スミッド   |
| 1985年 | ポール・アナコーン クリスト・バン・レンスバーグ   | マーク・エドモンドソン キム・ウォーウィック     | ハインツ・ギュンタード バラージュ・タロツィ     | ケン・フラック ロバート・セグソ                 |
| 1986年 |                                                   | ジョン・フィッツジェラルド トマシュ・スミッド   | マッツ・ビランデル ヨアキム・ニーストロム       | アンドレス・ゴメス スロボタン・ジボイノビッチ   |
| 1987年 | ステファン・エドベリ アンダース・ヤリード         | アンダース・ヤリード ロバート・セグソ           | ケン・フラック ロバート・セグソ                 | ステファン・エドベリ アンダース・ヤリード       |
| 1988年 | リック・リーチ ジム・ピュー                       | アンドレス・ゴメス エミリオ・サンチェス         | ケン・フラック ロバート・セグソ                 | セルヒオ・カサル エミリオ・サンチェス           |
| 1989年 | リック・リーチ ジム・ピュー                       | ジム・グラブ パトリック・マッケンロー           | ジョン・フィッツジェラルド アンダース・ヤリード | ジョン・マッケンロー マーク・ウッドフォード     |
| 1990年 | ピーター・アルドリッチ ダニー・ヴィッサー         | セルヒオ・カサル エミリオ・サンチェス           | リック・リーチ ジム・ピュー                     | ピーター・アルドリッチ ダニー・ヴィッサー       |
| 1991年 | スコット・デービス デビッド・ペイト               | ジョン・フィッツジェラルド アンダース・ヤリード | ジョン・フィッツジェラルド アンダース・ヤリード | ジョン・フィッツジェラルド アンダース・ヤリード |
| 1992年 | トッド・ウッドブリッジ マーク・ウッドフォード     | マルク・ロセ ヤコブ・ラセク                     | ジョン・マッケンロー ミヒャエル・シュティヒ     | ジム・グラブ リッチー・レネバーグ               |
| 1993年 | ダニー・ヴィッサー ローリー・ウォーダー           | ルーク・ジェンセン マーフィー・ジェンセン       | トッド・ウッドブリッジ マーク・ウッドフォード   | ケン・フラック リック・リーチ                   |
| 1994年 | ポール・ハーフース ヤッコ・エルティン             | バイロン・ブラック ジョナサン・スターク         | トッド・ウッドブリッジ マーク・ウッドフォード   | ポール・ハーフース ヤッコ・エルティン           |
| 1995年 | ジャレッド・パーマー リッチー・レネバーグ         | ポール・ハーフース ヤッコ・エルティン           | トッド・ウッドブリッジ マーク・ウッドフォード   | トッド・ウッドブリッジ マーク・ウッドフォード   |
| 1996年 | ステファン・エドベリ ペトル・コルダ               | エフゲニー・カフェルニコフ ダニエル・バチェク   | トッド・ウッドブリッジ マーク・ウッドフォード   | トッド・ウッドブリッジ マーク・ウッドフォード   |
| 1997年 | トッド・ウッドブリッジ マーク・ウッドフォード     | エフゲニー・カフェルニコフ ダニエル・バチェク   | トッド・ウッドブリッジ マーク・ウッドフォード   | エフゲニー・カフェルニコフ ダニエル・バチェク   |
| 1998年 | ヨナス・ビョルクマン ヤッコ・エルティン           | ポール・ハーフース ヤッコ・エルティン           | ポール・ハーフース ヤッコ・エルティン           | サンドン・ストール シリル・スーク               |
| 1999年 | ヨナス・ビョルクマン パトリック・ラフター         | マヘシュ・ブパシ リーンダー・パエス             | マヘシュ・ブパシ リーンダー・パエス             | セバスチャン・ラルー アレックス・オブライエン   |
| 2000年 | リック・リーチ エリス・フェレイラ                 | トッド・ウッドブリッジ マーク・ウッドフォード   | トッド・ウッドブリッジ マーク・ウッドフォード   | レイトン・ヒューイット マックス・ミルヌイ       |

- 1977年全豪は2回開催（1月・12月）
- 全豪オープンは1969年からオープン化
- 1986年全豪は会場移転による開催時期の変更により開催されず。

## 21世紀
| 年     | 全豪オープン                                      | 全仏オープン                                        | ウィンブルドン                                            | 全米オープン                                              |
| ------ | ------------------------------------------------- | --------------------------------------------------- | --------------------------------------------------------- | --------------------------------------------------------- |
| 2001年 | ヨナス・ビョルクマン トッド・ウッドブリッジ       | マヘシュ・ブパシ リーンダー・パエス                 | ドナルド・ジョンソン ジャレッド・パーマー                 | ケビン・ウリエット ウェイン・ブラック                     |
| 2002年 | マーク・ノールズ ダニエル・ネスター               | エフゲニー・カフェルニコフ ポール・ハーフース       | ヨナス・ビョルクマン トッド・ウッドブリッジ               | マヘシュ・ブパシ マックス・ミルヌイ                       |
| 2003年 | ミカエル・ロドラ (1/3) ファブリス・サントロ (1/2) | ボブ・ブライアン (1) マイク・ブライアン (1)         | ヨナス・ビョルクマン (5/9) トッド・ウッドブリッジ (14/16) | ヨナス・ビョルクマン (6/9) トッド・ウッドブリッジ (15/16) |
| 2004年 | ミカエル・ロドラ (2/3) ファブリス・サントロ (2/2) | グザビエ・マリス オリビエ・ロクス                   | ヨナス・ビョルクマン (7/9) トッド・ウッドブリッジ (16/16) | マーク・ノールズ (2/3) ダニエル・ネスター (2/8)           |
| 2005年 | ウェイン・ブラック (2/2) ケビン・ウリエット(2/2)  | ヨナス・ビョルクマン (8/9) マックス・ミルヌイ (3/6) | ステファン・フース ウェスリー・ムーディ                   | ボブ・ブライアン (2) マイク・ブライアン (2)               |
| 2006年 | ボブ・ブライアン (3) マイク・ブライアン (3)       | ヨナス・ビョルクマン (9/9) マックス・ミルヌイ (4/6) | ボブ・ブライアン (4) マイク・ブライアン (4)               | マルティン・ダム リーンダー・パエス (4/8)                 |
| 2007年 | ボブ・ブライアン (5) マイク・ブライアン (5)       | マーク・ノールズ (3/3) ダニエル・ネスター (3/8)     | アルノー・クレマン ミカエル・ロドラ (3/3)                 | シーモン・アスペリン ユリアン・ノール                     |
| 2008年 | ジョナサン・エルリック アンディ・ラム             | パブロ・クエバス ルイス・オルナ                     | ダニエル・ネスター (4/8) ネナド・ジモニッチ (1/3)         | ボブ・ブライアン (6) マイク・ブライアン (6)               |
| 2009年 | ボブ・ブライアン (7) マイク・ブライアン (7)       | ルーカス・ドロウヒー (1/2) リーンダー・パエス (5/8) | ダニエル・ネスター (5/8) ネナド・ジモニッチ (2/3)         | ルーカス・ドロウヒー (2/2) リーンダー・パエス (6/8)       |
| 2010年 | ボブ・ブライアン (8) マイク・ブライアン (8)       | ダニエル・ネスター (6/8) ネナド・ジモニッチ (3/3)   | ユルゲン・メルツァー (1/2) フィリップ・ペッシュナー (1/2) | ボブ・ブライアン (9) マイク・ブライアン (9)               |
| 2011年 | ボブ・ブライアン (10) マイク・ブライアン (10)     | マックス・ミルヌイ (5/6) ダニエル・ネスター (7/8)   | ボブ・ブライアン (11) マイク・ブライアン (11)             | ユルゲン・メルツァー (2/2) フィリップ・ペッシュナー (2/2) |
| 2012年 | リーンダー・パエス (7/8) ラデク・ステパネク (1/2) | マックス・ミルヌイ (6/6) ダニエル・ネスター (8/8)   | ジョナサン・マレー フレデリク・ニールセン                 | ボブ・ブライアン (12/16) マイク・ブライアン (12/16)       |
| 2013年 | ボブ・ブライアン (13) マイク・ブライアン (13)     | ボブ・ブライアン (14) マイク・ブライアン (14)       | ボブ・ブライアン (15) マイク・ブライアン (15)             | リーンダー・パエス (8/8) ラデク・ステパネク (2/2)         |
| 2014年 | ルカシュ・クボット ロベルト・リンドステット       | ジュリアン・ベネトー エドゥアール・ロジェ＝バセラン | バセク・ポシュピシル ジャック・ソック                     | ボブ・ブライアン (16/16) マイク・ブライアン (16)          |
| 2015年 | ファビオ・フォニーニ シモーネ・ボレッリ           | イワン・ドディグ マルセロ・メロ                     | ホリア・テカウ ジャン＝ジュリアン・ロジェ                 | ニコラ・マユ ピエール＝ユーグ・エルベール                 |
| 2016年 | ジェイミー・マリー ブルーノ・ソアレス             | フェリシアーノ・ロペス マルク・ロペス               | ニコラ・マユ ピエール＝ユーグ・エルベール                 | ジェイミー・マリー ブルーノ・ソアレス                     |
| 2017年 | ヘンリ・コンティネン ジョン・ピアース             | ライアン・ハリソン マイケル・ヴィーナス             | ルカシュ・クボット マルセロ・メロ                         | ジャン＝ジュリアン・ロジェ ホリア・テカウ                 |
| 2018年 | オリバー・マラチ マテ・パビッチ                   | ピエール＝ユーグ・エルベール ニコラ・マユ           | マイク・ブライアン ジャック・ソック                       | マイク・ブライアン ジャック・ソック                       |
| 2019年 | ピエール＝ユーグ・エルベール ニコラ・マユ         | ケビン・グラビーツ アンドレアス・ミース             | フアン・セバスティアン・カバル ロベルト・ファラ           | フアン・セバスティアン・カバル ロベルト・ファラ           |
| 2020年 | ラジーブ・ラム ジョー・ソールズベリー             | ケビン・グラビーツ アンドレアス・ミース             |                                                           | マテ・パビッチ ブルーノ・ソアレス                         |
| 2021年 | イワン・ドディグ フィリップ・ポラセック           | ピエール＝ユーグ・エルベール ニコラ・マユ           | ニコラ・メクティッチ マテ・パビッチ                       | ラジーブ・ラム ジョー・ソールズベリー                     |
| 2022年 | タナシ・コキナキス ニック・キリオス               | ジャン＝ジュリアン・ロジェ マルセロ・アレバロ       | マシュー・エブデン マックス・パーセル                     | ラジーブ・ラム ジョー・ソールズベリー                     |
| 2023年 | ジェイソン・クブラー リンキー・ヒジカタ           | イワン・ドディグ オースティン・クライチェク         | ウェスリー・クールホフ ニール・スクプスキ                 | ラジーブ・ラム ジョー・ソールズベリー                     |

| 年間グランドスラム達成 |
| 年間グランドスラム3冠  |
| 年間グランドスラム2冠  |

- 2020年は新型コロナウイルス感染症の世界的な流行により、全仏オープンが9-10月に延期、ウィンブルドンは開催中止。

## グランドスラムダブルス優勝回数ランキング
| 順位 | 選手                       | 合計 | 全豪 | 全仏 | 全英 | 全米 |
| ---- | -------------------------- | ---- | ---- | ---- | ---- | ---- |
| 1    | マイク・ブライアン         | 18   | 6    | 2    | 4    | 6    |
| 2    | ジョン・ニューカム         | 17   | 5    | 3    | 6    | 3    |
| 3    | ロイ・エマーソン           | 16   | 3    | 6    | 3    | 4    |
| 3    | トッド・ウッドブリッジ     | 16   | 3    | 1    | 9    | 3    |
| 3    | ボブ・ブライアン           | 16   | 6    | 2    | 3    | 5    |
| 6    | エイドリアン・クイスト     | 14   | 10   | 1    | 2    | 1    |
| 7    | ジョン・ブロムウィッチ     | 13   | 8    | 0    | 2    | 3    |
| 7    | トニー・ローチ             | 13   | 4    | 2    | 5    | 2    |
| 9    | マーク・ウッドフォード     | 12   | 2    | 1    | 6    | 3    |
| 10   | ニール・フレーザー         | 11   | 3    | 3    | 2    | 3    |
| 11   | ジャック・ブルニョン       | 10   | 1    | 5    | 4    | 0    |
| 11   | レジナルド・ドハティー     | 10   | 0    | 0    | 8    | 2    |
| 11   | ローレンス・ドハティー     | 10   | 0    | 0    | 8    | 2    |
| 11   | フレッド・ストール         | 10   | 3    | 2    | 2    | 3    |
| 15   | ヨナス・ビョルクマン       | 9    | 3    | 2    | 3    | 1    |
| 15   | ジャン・ボロトラ           | 9    | 1    | 5    | 3    | 0    |
| 15   | ケン・ローズウォール       | 9    | 3    | 2    | 2    | 2    |
| 15   | ボブ・ヒューイット         | 9    | 2    | 1    | 5    | 1    |
| 15   | ジョン・マッケンロー       | 9    | 0    | 0    | 5    | 4    |
| 15   | フランク・セッジマン       | 9    | 2    | 3    | 2    | 2    |
| 21   | アンダース・ヤリード       | 8    | 1    | 3    | 2    | 2    |
| 21   | ジョージ・ロット           | 8    | 0    | 1    | 2    | 5    |
| 21   | ルー・ホード               | 8    | 3    | 1    | 3    | 1    |
| 21   | ダニエル・ネスター         | 8    | 1    | 4    | 2    | 1    |
| 21   | リーンダー・パエス         | 8    | 1    | 3    | 1    | 3    |
| 26   | ジョン・フィッツジェラルド | 7    | 1    | 2    | 2    | 2    |
| 26   | ピーター・フレミング       | 7    | 0    | 0    | 4    | 3    |
| 26   | ビンセント・リチャーズ     | 7    | 0    | 1    | 1    | 5    |
| 26   | アーネスト・レンショー     | 7    | 0    | 0    | 7    | 0    |
| 26   | ウィリアム・レンショー     | 7    | 0    | 0    | 7    | 0    |
| 26   | ケン・マグレガー           | 7    | 2    | 2    | 2    | 1    |

- 優勝数赤は最多優勝。薄色はオープン化以降最多優勝。
- 全米最多優勝は他にホルコム・ウォード、リチャード・シアーズが達成。全仏オープン化以降最多優勝は他にマックス・ミルヌイが達成。

## チーム別優勝ランキング
| 順位 | 選手                                          | 合計 | 全豪 | 全仏 | 全英 | 全米 |
| ---- | --------------------------------------------- | ---- | ---- | ---- | ---- | ---- |
| 1    | ボブ・ブライアン マイク・ブライアン           | 16   | 6    | 2    | 3    | 5    |
| 2    | ジョン・ニューカム トニー・ローチ             | 12   | 4    | 2    | 5    | 1    |
| 3    | トッド・ウッドブリッジ マーク・ウッドフォード | 11   | 2    | 1    | 6    | 2    |
| 4    | レジナルド・ドハティー ローレンス・ドハティー | 10   | 0    | 0    | 8    | 2    |
| 4    | ジョン・ブロムウィッチ エイドリアン・クイスト | 10   | 8    | 0    | 1    | 1    |
| 6    | フランク・セッジマン ケン・マグレガー         | 7    | 2    | 2    | 2    | 1    |
| 6    | ロイ・エマーソン ニール・フレーザー           | 7    | 1    | 2    | 2    | 2    |
| 6    | ジョン・マッケンロー ピーター・フレミング     | 7    | 0    | 0    | 4    | 3    |
| 9    | ルー・ホード ケン・ローズウォール             | 6    | 2    | 1    | 2    | 1    |

- 優勝数赤は最多優勝。薄色はオープン化以降最多優勝。
- 全仏最多優勝はアンリ・コシェ＆ジャック・ブルニョンの3回